# Villa Concordia (Oberhausen)

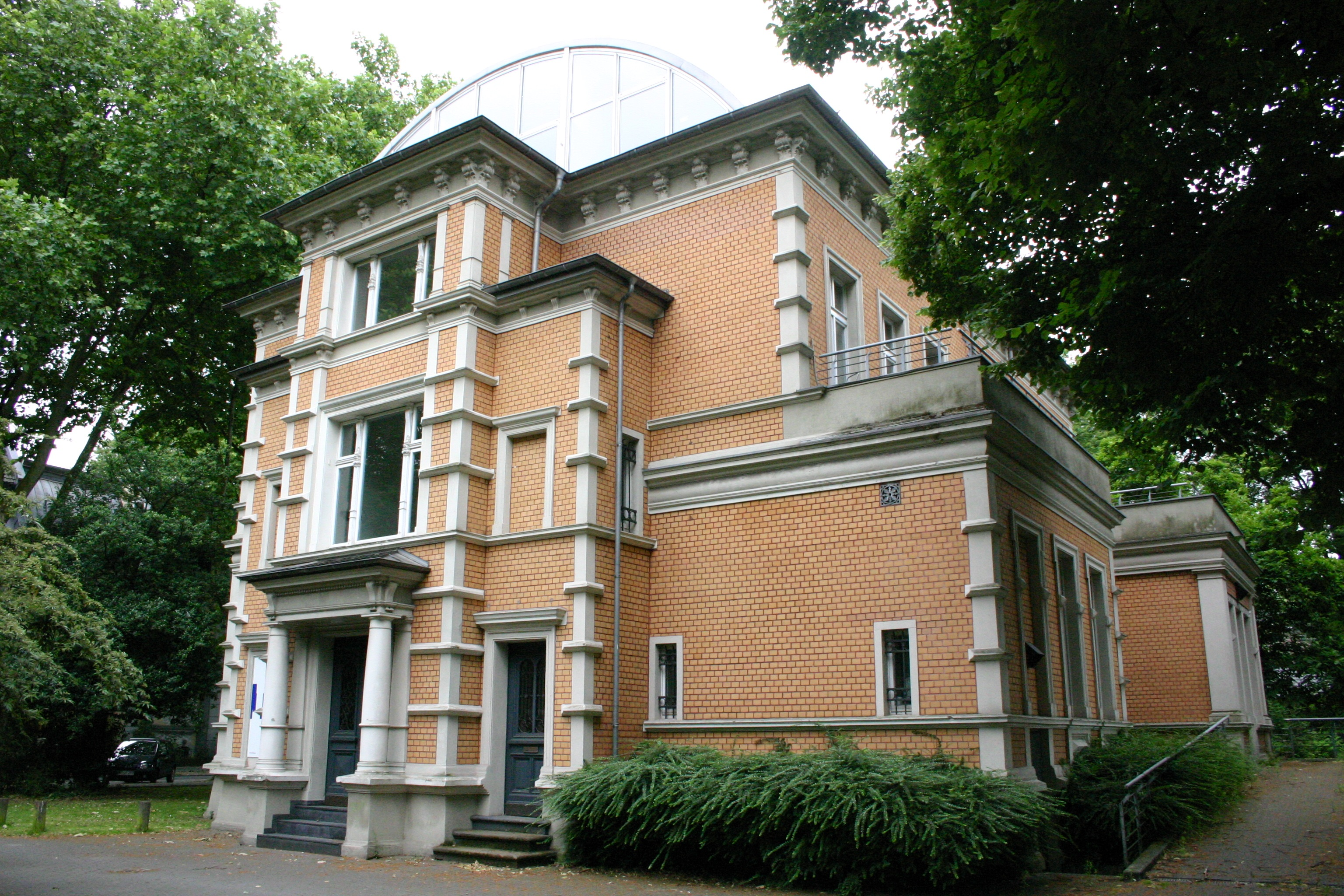
Nordseite der Villa Concordia

Als Villa Concordia wird heute die ehemalige Direktorenvilla der früheren Zeche Concordia in Oberhausen, Grillostraße 34, bezeichnet. In Erinnerung an ihren letzten Bewohner – Direktor Erich Meuthen – war lange Zeit (und ist teilweise auch heute noch) die Bezeichnung Meuthenvilla populär.
Das zweigeschossige Wohnhaus wurde 1897 im Stil des Historismus erbaut. Die Fassade besteht aus gelben Verblendern zwischen hell verputzten Gliederungen. Nach dem Zweiten Weltkrieg wurde es von der Stadt Oberhausen erworben, die dort von 1953 bis 1975 die Hauptstelle der Stadtbücherei unterbrachte. Anschließend beherbergte das Gebäude das Städtische Film- und Bildzentrum. Nach Umbau und Modernisierung in den 1980er Jahren – am augenfälligsten ist dabei der Dachaufbau – dient die Villa heute als Sitz der Internationalen Kurzfilmtage Oberhausen.
Der frühere, etwa einen Hektar große, Privatgarten der Direktorenvilla steht seit seiner Umgestaltung in den 1970er Jahren als „Königshütter Park“ der Öffentlichkeit zur Verfügung.
Die Villa Concordia ist ein Haltepunkt der Route der Industriekultur.